# Bernat Quintana Sanfeliu
Bernat Quintana Sanfeliu (Sabadell, 15 d'octubre de 1985) és un actor català.
Es va fer popular de molt jove pel seu paper de Max Carbó a la sèrie de TV3 El cor de la ciutat. A televisió també ha estat protagonista de diverses pel·lícules. Al teatre va debutar l'any 1995 amb L'home, la bèstia i la virtut, Cyrano (2013), Julieta y Romeo (2011), Molt soroll per no res (2011) i Les tres germanes (2011), entre d'altres. També va ser protagonista de Barcelona 1714 i Boi (2019) per a la plataforma Netflix.

## Teatre
- Somni americà (2015)
- Cyrano (2013)
- Julieta y Romeo (2011)
- Molt soroll per no res (2011)
- Les tres germanes (2011)
- La síndrome de Bucay (2010)
- El mal de la joventut (2009)
- Lleons (2009)[5]
- Dublin Carol (2008)
- Búfals (2008)
- J.R.S. (2003)
- Bernadeta Xoc (1999)
- El criptograma (1999)[6]
- L'home, la bèstia i la virtut (1995)

## Pel·lícules
- Boi (2019) - Netflix
- Barcelona 1714 (2017)
- Jo, el desconegut (2007)
- Càmping (2006)
- Vorvik (2005)
- Valèria, dirigit per Sílvia Quer (2000)
- La ciutat dels prodigis (1999)
- La presó orgànica, de Jordi Soler (1998)

## Televisió
- Com si fos ahir (2018–2019)
- Barcelona Ciutat Neutral (2011)
- El cor de la ciutat (2000–2009)
- Laura (1998)